# Nigrita luteifrons
La nigrita fronte chiara (Nigrita luteifrons Verreaux, J. & Verreaux, E., 1851) è un uccello passeriforme della famiglia degli Estrildidi.

## Descrizione

### Dimensioni
Misura fino a 11 cm di lunghezza, coda compresa.

### Aspetto
Faccia, gola, petto, ventre, sottocoda e coda sono di colore nero, più scuro su faccia e coda e con riflessi bluastri sulle altre parti, mentre vertice, nuca, dorso, ali e codione sono di colore grigio topo, con tendenza a scurirsi fino a divenire nerastro sulle remiganti: la fronte è di colore bianco o giallastro a seconda della sottospecie (da cui il nome comune della specie), colorazione questa più estesa nei maschi rispetto alle femmine. Il becco è nero, le zampe sono di colore carnicino-grigiastro, gli occhi sono bruno-rossicci con anello perioculare grigio.

## Biologia
Si tratta di uccelli diurni, che vivono in coppie o al più in gruppetti familiari di una decina d'individui, a volte in associazione con altre specie di uccelli (come l'affine nigrita testa grigia, i nettarinidi o altri passeriformi insettivori): essi passano la maggior parte della giornata fra le chiome degli alberi, alla ricerca di cibo.

### Alimentazione
La dieta della nigrita fronte chiara si compone prevalentemente d'insetti e delle loro larve: questi uccelli si nutrono inoltre di frutta (principalmente le infruttescenze della palma da olio e di Ficus pseudomangifera), bacche e semi. 

### Riproduzione
La stagione riproduttiva cade generalmente durante la seconda metà della stagione delle piogge: i due sessi collaborano sia nella costruzione del nido (che consiste in una struttura sferica di circa 13 cm di diametro, costituita di fili d'erba e fibre vegetali intrecciate e collocata nel folto della vegetazione arborea) che nella cova delle 4-5 uova biancastre (che dura circa due settimane) e dei nidiacei, i quali sono in grado d'involarsi attorno alle tre settimane dalla schiusa ma tendono a restare coi genitori fino al mese e mezzo circa di vita.

## Distribuzione e habitat
Questa specie è diffusa nella fascia tropicale dell'Africa che va dalla Sierra Leone al nord-ovest dell'Angola e ad est fino all'Uganda occidentale.
L'habitat di questi uccelli è rappresentato dalle aree alberate con folto sottobosco e presenza di radure erbose o cespugliose più o meno estese, sempre a bassa quota: essi dimostrano di non temere eccessivamente la presenza dell'uomo, e colonizzano senza problemi le piantagioni di alberi da frutto ed i viali alberati.

## Tassonomia
Se ne riconoscono due sottospecie:
- Nigrita luteifrons luteifrons, la sottospecie nominale, diffusa nella maggior parte dell'areale occupato dalla specie;
- Nigrita luteifrons alexanderi Ogilvie-Grant, 1907, endemica dell'isola di Bioko;

La sottospecie alexanderi differisce da quella nominale per la colorazione dorata anziché biancastra della fronte (da cui il nome scientifico della specie, luteifrons, derivante dal latino e stante a significare "dalla fronte dorata").